# Свободное национальное движение
Свободное национальное движение (англ. Free National Movement, FNM, СНД) — популистская и консервативная политическая партия, одна из двух ведущих политических партий на Багамских Островах. Относится к правоцентристским партиям.

## История
Партия была основана двумя группами. Первая группа из 8 депутатов, членов Прогрессивной либеральной партии (т.н. «Диссидентская восьмёрка»), откололась от своей партии и организовала группу Свободная Прогрессивная либеральная партия. 
В это время Объединённая багамская партия, одна из основных партий страны, которая была правящей с появления партийной политики в стране в 1958 году вплоть до поражения в 1967 году, переживала серьёзный кризис. Основную часть её составляло белое меньшинство, тогда как большинство жителей были чёрные. Руководство ОБП решило, что настало время распустить партию и обратилось к СНД с целью формирования новой партии, которая бы продолжала консервативные традиции ОБП. В октябре 1971 года из двух групп было сформировано Свободное национальное движение под руководством Сесила Уоллеса Уитфилда.
В 1990 году после смерти Уитфилда партию возглавил Хьюберт Ингрэм. СНД подвергло ПЛП критике за коррупцию и опубликовало Манифест.
В 1992 году Свободное национальное движение нанесло сокрушительное поражение ПЛП, получив 32 из 49 мест. Будучи правящей партией, СНД вновь приватизировало отели, национализированные ранее ПЛП и находящиеся в плачевном состоянии. Было разрешено частное радиовещание. Действия, направленные на улучшение инвестиционного климата и росту экономики страны, обеспечили движению победу и на следующих выборах 1997 года, на которых СНД получило 35 из 40 мест парламента. В 2002 году Ингрэм решил не баллотироваться на третий срок, однако новый лидер Томми Тёрнквист не смог обеспечить победу партии. Возвратившийся к руководству партией Ингрэм вновь привёл СНД к победе в 2007 году. На следующих выборах 2012 года после поражения Ингрэм подал в отставку и ушёл на пенсию. В 2017 году под руководством Хьюберта Минниса Свободное национальное движение одержало убедительную победу на выборах, получив 35 из 39 мест парламента и сформировало правительство.